# Bagnoles-de-l'Orne
Bagnoles-de-l'Orne is een plaats en voormalige gemeente in het Franse departement Orne in de regio Normandië en telt 2477 inwoners (2005). De plaats maakt deel uit van het arrondissement Alençon.
Bagnoles-de-l'Orne geniet vooral bekendheid als het enige kuuroord in het westen van Frankrijk.

## Geschiedenis
In 1611 werd het meer van Bagnoles aangelegd om een watermolen van een ijzersmederij aan te drijven. In 1811 brak de stuwdam tijdens een storm en werd de ijzersmederij vernield door het water. In de loop van de 19e eeuw werd rond het meer een kuuroord uitgebouwd. Er kwamen een hotel, een casino en villa's. In 1913 werd Bagnoles-de-l'Orne een zelfstandige gemeente. In de jaren 1920 kocht de Amerikaan Frank Jay Gould het hotel en bouwde een tweede casino.
In juni 1937 werden hier de Italiaanse broers en journalisten Carlo en Nello Rosselli vermoord door de rechts-extremistische Cagoule, waarschijnlijk in opdracht van het Mussolini-regime.
De gemeente viel onder het kanton Juvigny-sous-Andaine totdat dit op 22 maart 2015 werd opgeheven en de gemeenten werden opgenomen in een nieuw kanton, waarvan Bagnoles-de-l'Orne de hoofdplaats werd. Op 1 januari 2016 fuseerde de gemeente met Saint-Michel-des-Andaines tot de commune nouvelle Bagnoles de l'Orne Normandie.

## Geografie
De oppervlakte van Bagnoles-de-l'Orne bedraagt 3,9 km², de bevolkingsdichtheid is 635,1 inwoners per km².
Ten noorden van de plaats ligt de beboste heuvelrug Andaines.

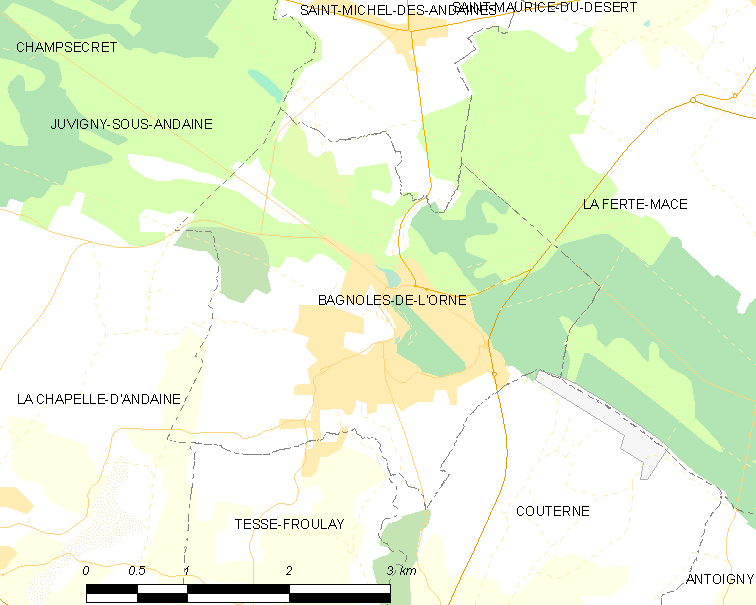

## Demografie
Onderstaande figuur toont het verloop van het inwonertal (bron: INSEE-tellingen).

## Trivia
Bagnoles-de-l'Orne speelt een bescheiden rol in de roman Serotonine van Michel Houellebecq. De ex-vriendin van de hoofdpersoon is hier opgegroeid; laatstgenoemde bezoekt het dorp na vele jaren opnieuw op kerstavond en realiseert zich dat hij nog steeds van zijn ex houdt.

## Afbeeldingen

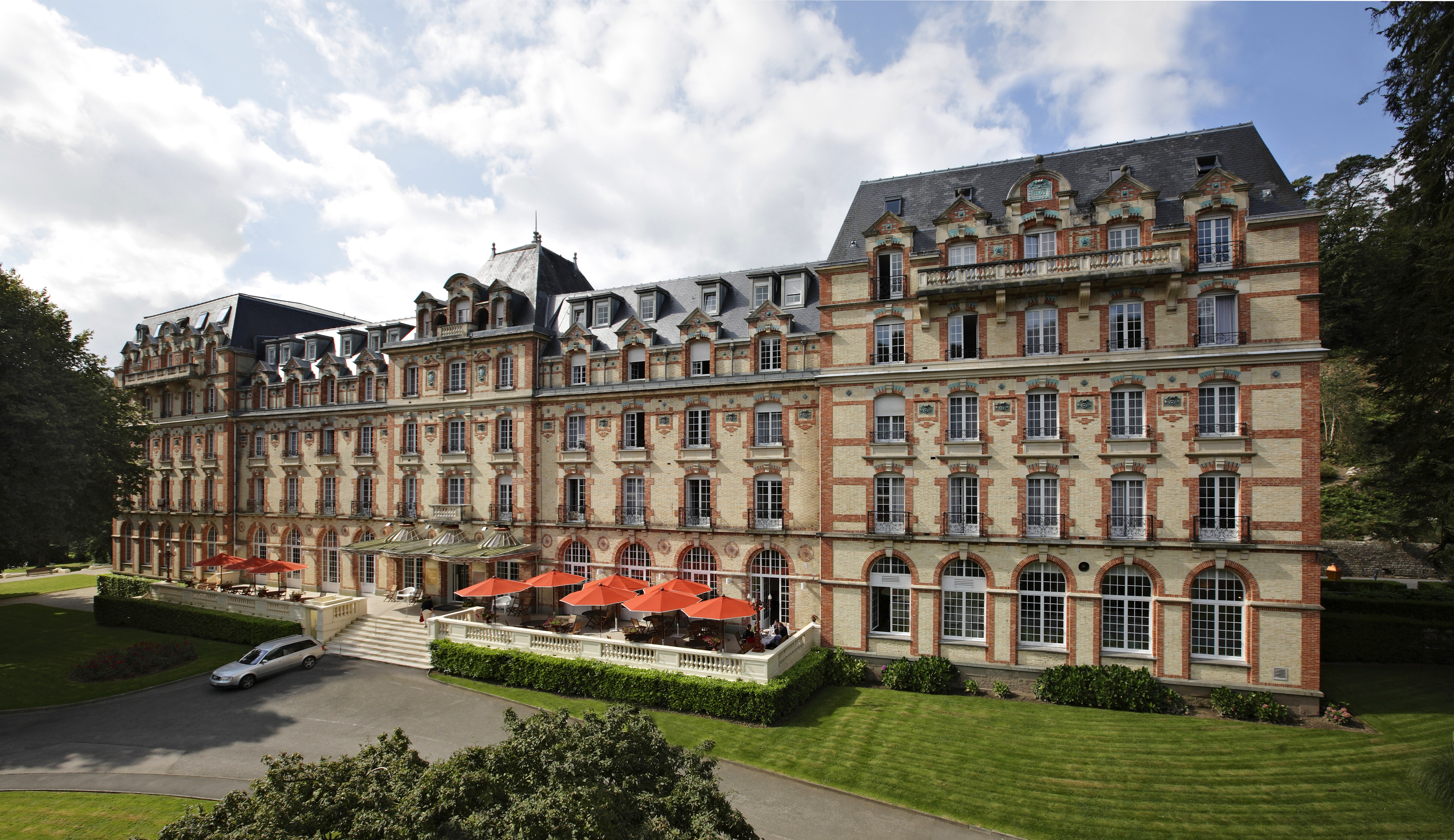
Gebouw van Thermal Bagnoles
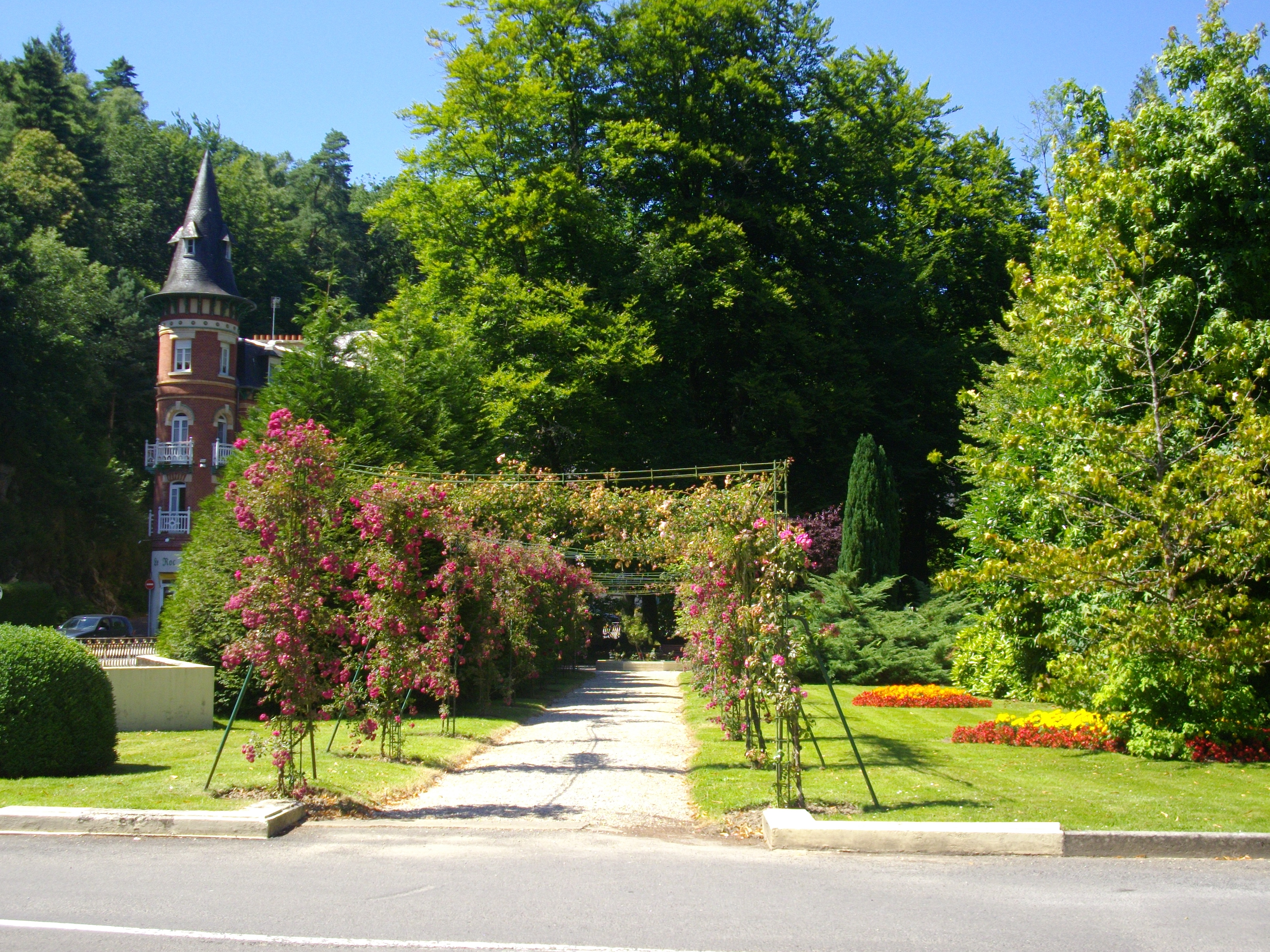
Tuinen rondom het kuuroord.
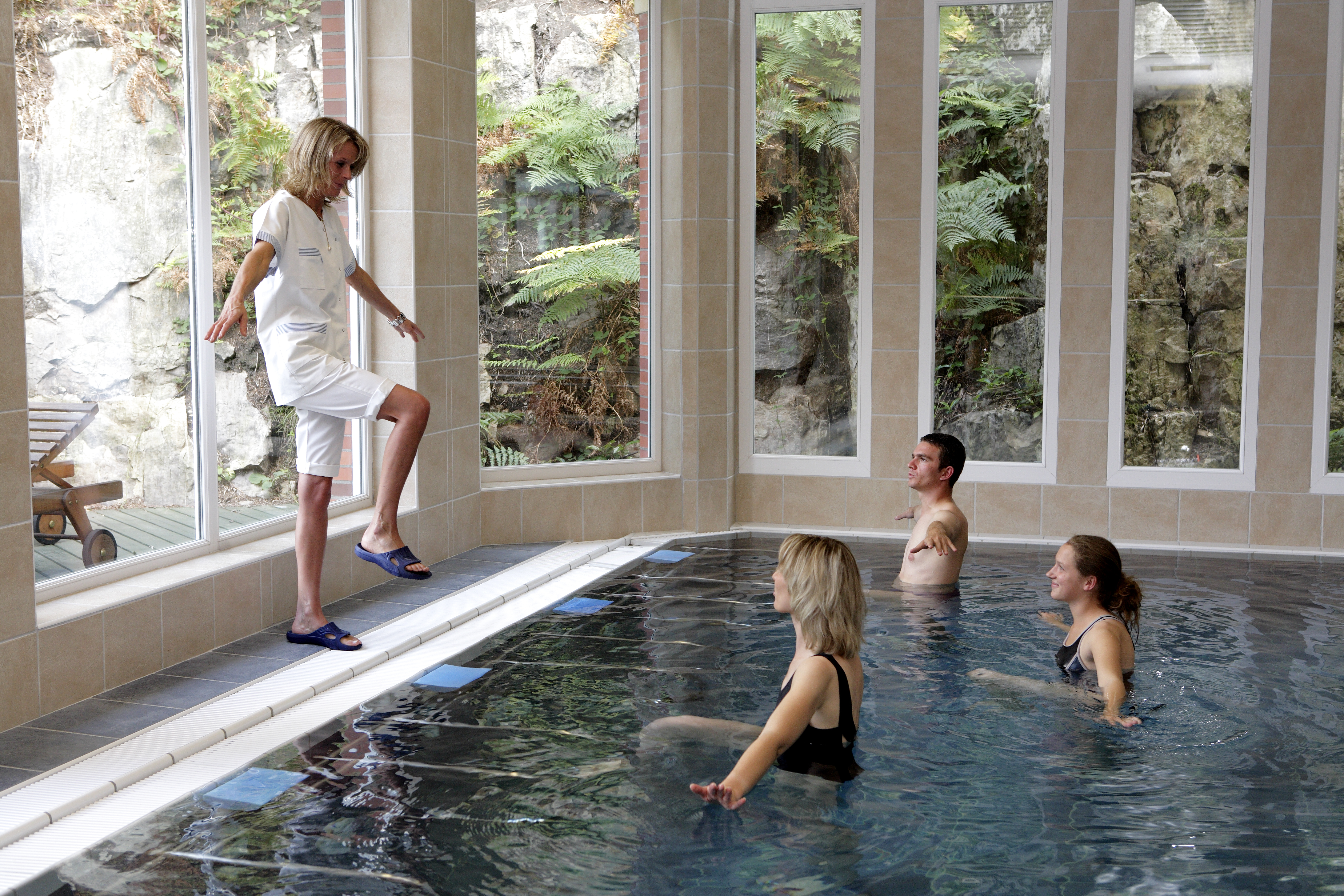
Modderbaden in het Thermal Bagnoles.
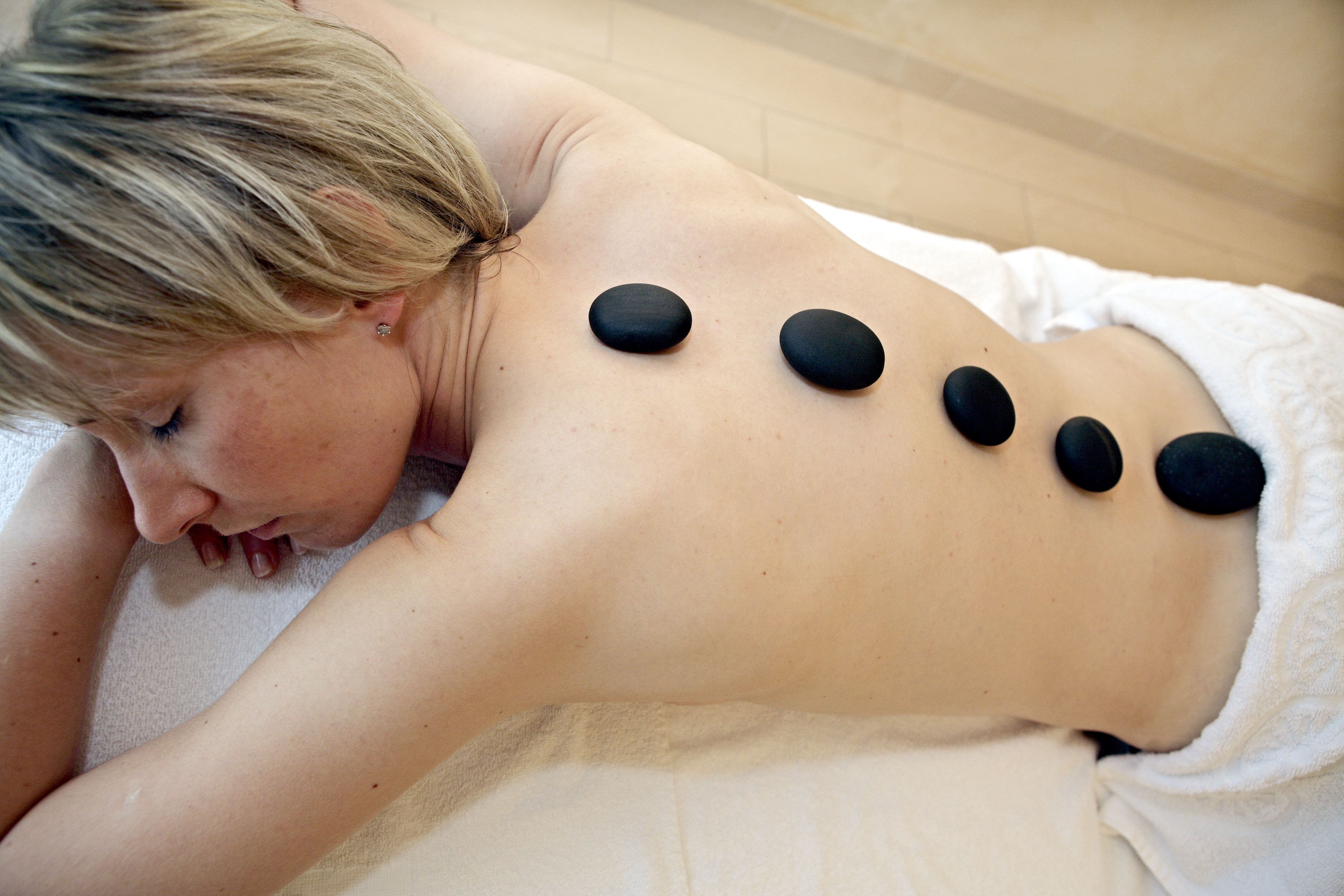
Hotstonemassages in het Thermal Bagnoles